# Jaume Puig i Agut
Jaume Puig i Agut (Blanes, 1962) és un escriptor i advocat català. Va ser patró fundador de la Fundació Àngel Planells dedicada a l'obra d'aquest pintor cadaquesenc amb seu a Blanes, on s'exhibien exposicions temporals de diferents artistes. També va ser músic de cobla durant deu anys (1969-1979). Relacionat amb la seva participació en el món literari ha publicat relats breus (Contes d'advocats, La catosfera literària) i Pola Neri a Paperdevidre.
La seva primera novel·la,Momssen (2011), té com a escenari el crim organitzat rus, el blanqueig de capitals, les mentides sobre el terrorisme islamista i la corrupció política. Però per sobre de tot hi plana la crua soledat de l'individu i la rialla inquietant de l'espectador de la seva pròpia farsa. El 2016 va guanyar el Premi de Novel·la Curta Just M. Casero amb El veler magenta (Empúries,2017). Ambientada al món de la filatèlia, l'acció transcorre en un sol dia i defuig la casuística de la novel·la negra. L'obra compta amb una pretensió clara: introduir-se en el món dels personatges, més que en la trama. El protagonista és un home "normal, senzill, amb una feina no mundana" i, sobretot, com veu la vida "un home que ja l'ha viscut", instal·lat en una posició de distància i amb saviesa adquirida.